# کواگولاز

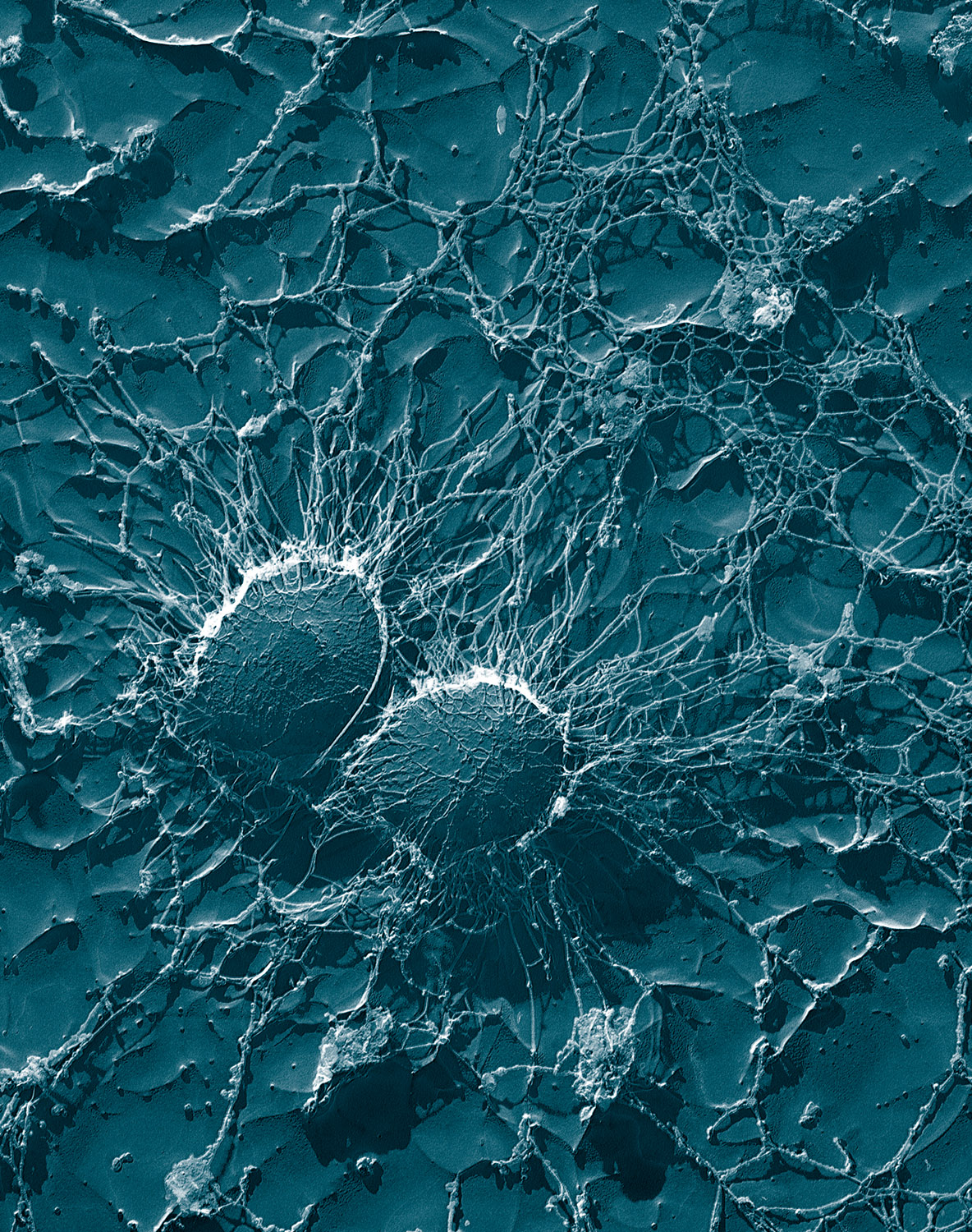
(TEM cryomicroscopy technique) - S. aureus forms a fibrin capsule that protects it from the immune system of cattle

کواگولاز نوعی آنزیم پروتئینی است که به وسیله ریزاندام به وجود می‌آید. کواگیولیز در تبدیل فیبرینوژن به فیبرین نقش مهمی را ایفا می‌کند.
در آزمایشگاه‌ها از وجود یا عدم وجود کواگولاز در تشخیص بین انواع گوناگون استافیلوکوک استفاده می‌کنند. این پروتئین همچنین از یرسینیا پستیس نیز تهیه می‌گردد.